# 靴墨

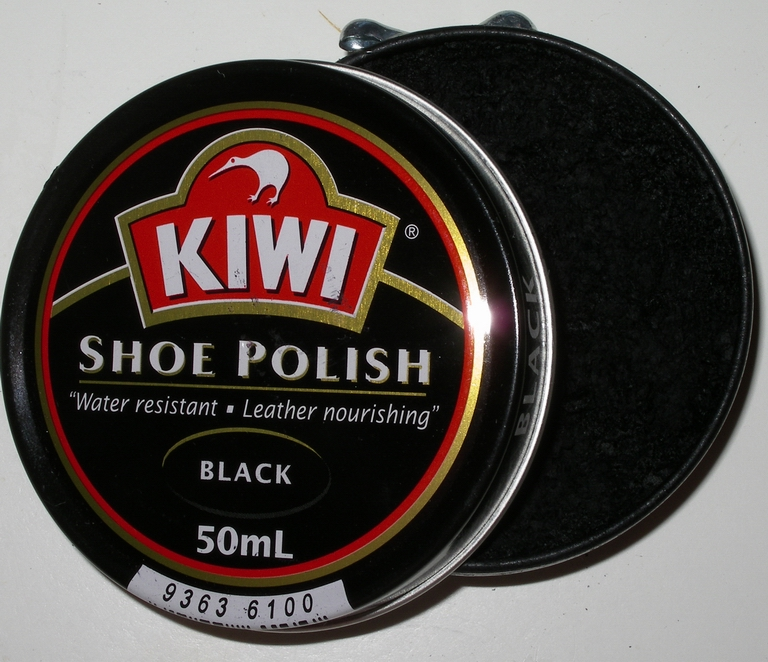
キィウイの靴墨。缶のフタは内容物を密封できるようタイトに作られており、写真の上側に見えるつまみを回してフタを開ける構造である。

靴磨きの仕上げの様子

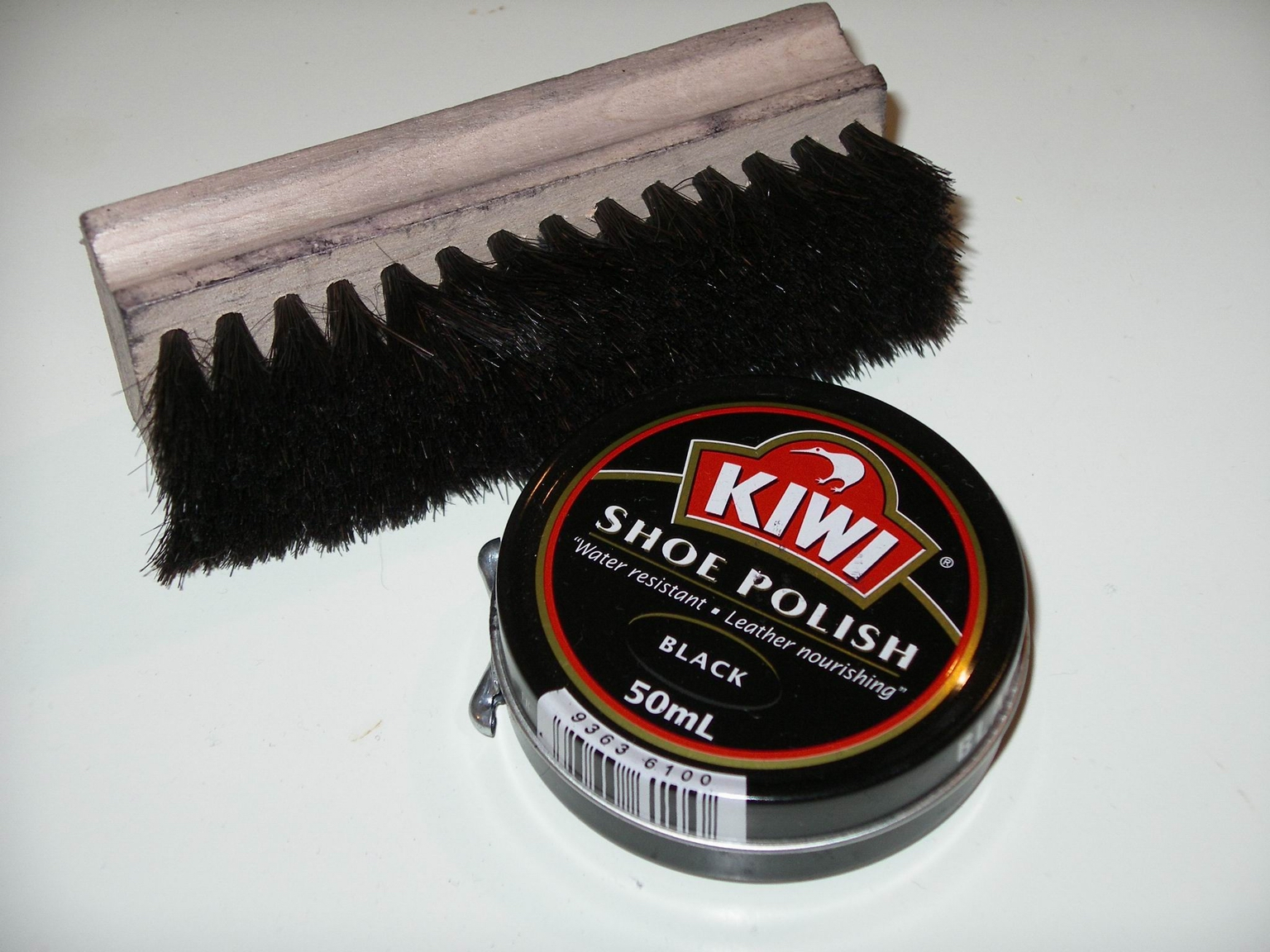
靴墨と靴ブラシ

靴墨（くつずみ）は、革靴やブーツ、その他の皮革製品につやを出し、革を保護するために使う、ペースト状やクリーム状の製品である。無色を含めていろいろな色のものがあり、靴の色に合わせて選ぶ事ができる。オーストラリアで生まれたKIWI（現在は米国サラ･リー社の1ブランド）の靴墨は有名であり、同社のウェブサイトによると世界の約200ヶ国で売られている。色数は、国内メーカーのコロンブスやジュエルのほうが多い。

## 原料
何百年にもわたってロウや獣脂、油脂、水などの自然原料が靴墨の原料として使われてきたが、現在の靴墨はナフサ、テレビン油、染料、アラビアガム、有機溶剤、香料、乳化剤、蜜蝋、流動パラフィン、ミネラルオイルなどから作られている。
代用としてベビーオイル、ローション、乳液、ハンドクリーム、ワセリン、クリーム (基礎化粧品)、リップクリームなどを使用することもあるが、靴用ではないため、手入れには注意が必要である。

## 使用法
布やブラシなどを使って靴の表面に薄く塗り、つやが出るまで磨く。靴墨には汚れを落とす力は無いので、靴墨を塗る前にブラシや専用クリーナーを使って、靴の汚れを落としておくことが大切である。また余分な靴墨が残っていると皮革に悪影響を及ぼすため、靴墨を使い過ぎず、磨く際にも過剰な靴墨を取り除くことが必要になる。

## 磨き方の種類
磨き方はこの2種類が知られている。
- 鏡面磨き（ハイシャイン）
  - 爪先を乳化性クリームと油性ワックスで磨く方法。
- アンティーク磨き
  - 2色の乳化性クリームを使い、あえて古く見せる方法。

水で磨くのが基本だが薄めたアルコールを用いる方法もある（油性ワックスを塗った後）。
他には油性ワックスの使用を続けると、靴の表面（特に歩行時に曲がる箇所を中心）がひび割れやすい場合がある事から、通常の手入れは乳化性クリームを主体に使用し油性クリームはひび割れしにくい先端部分の艶を出す際に使用する等の使用例がある他に、油性ワックスでも水と併せて使用することでひび割れをできるだけ避けることは可能である。

## ギャラリー

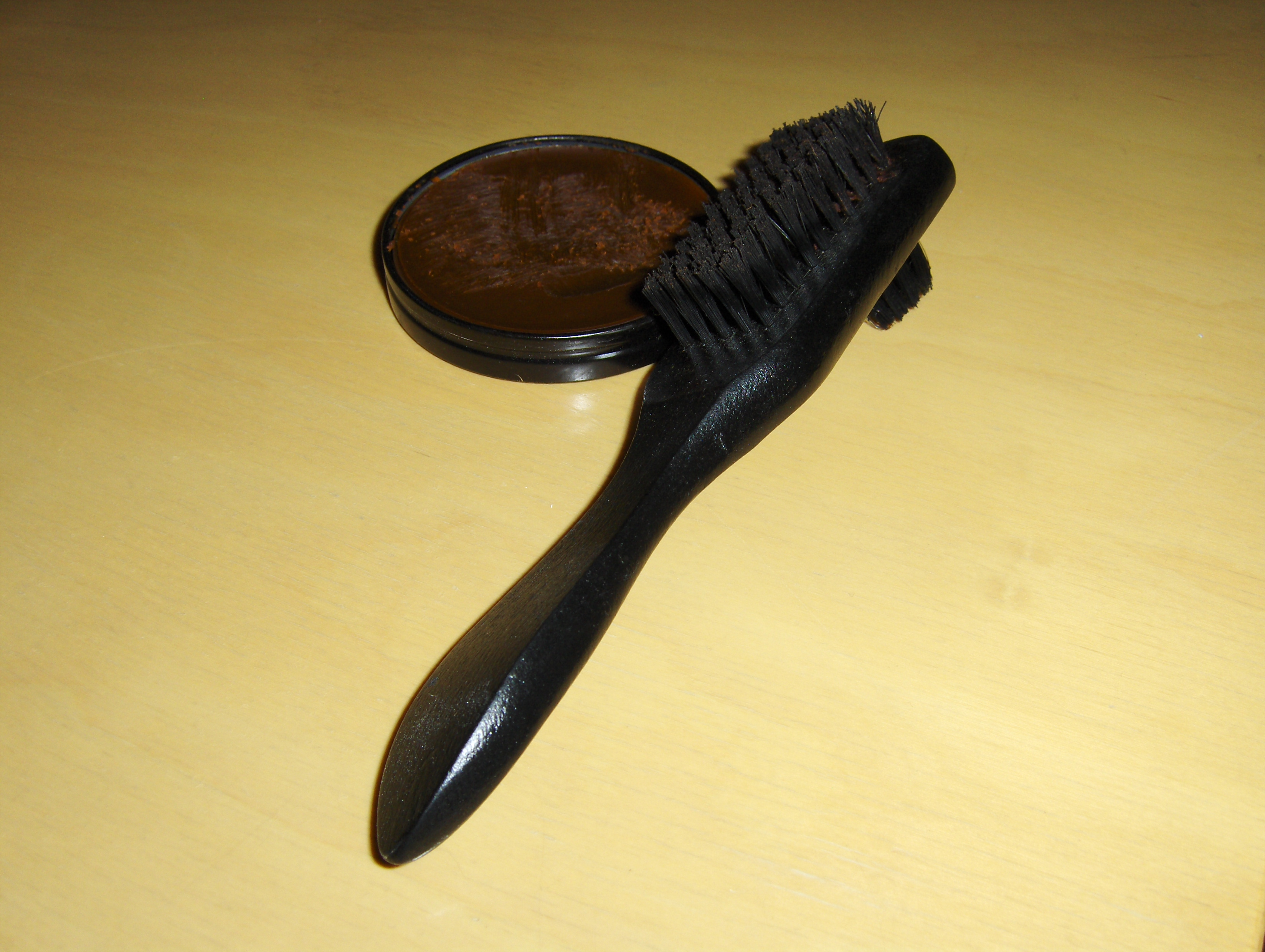
ブラシと蓋を外した靴墨の缶
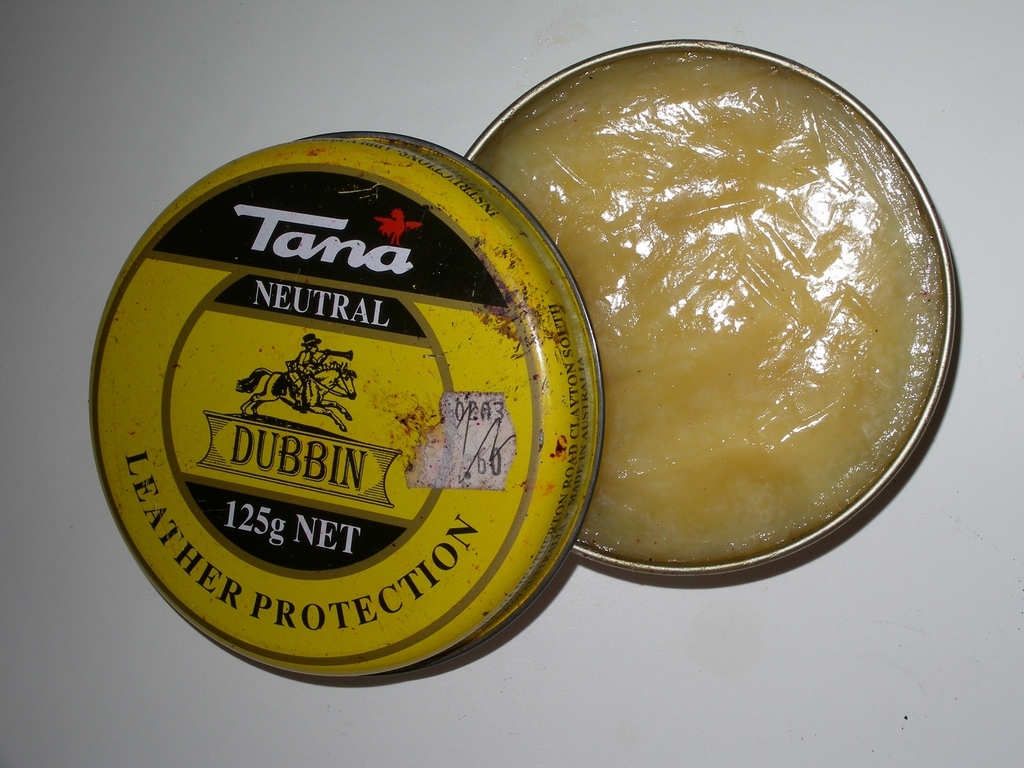
靴墨の缶を開ける様子
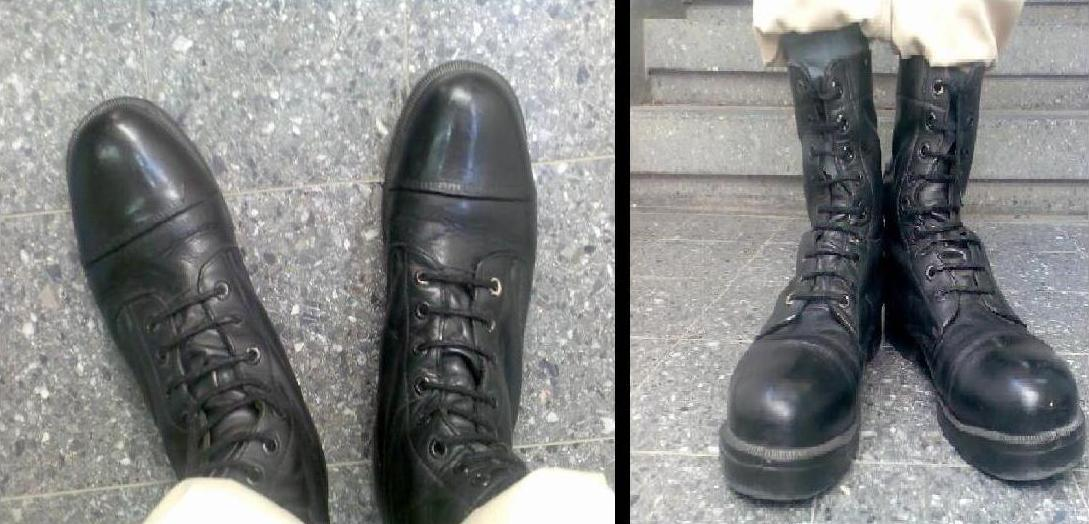
イスラエル軍の編上ブーツを磨く前（右）と磨いた後（左）
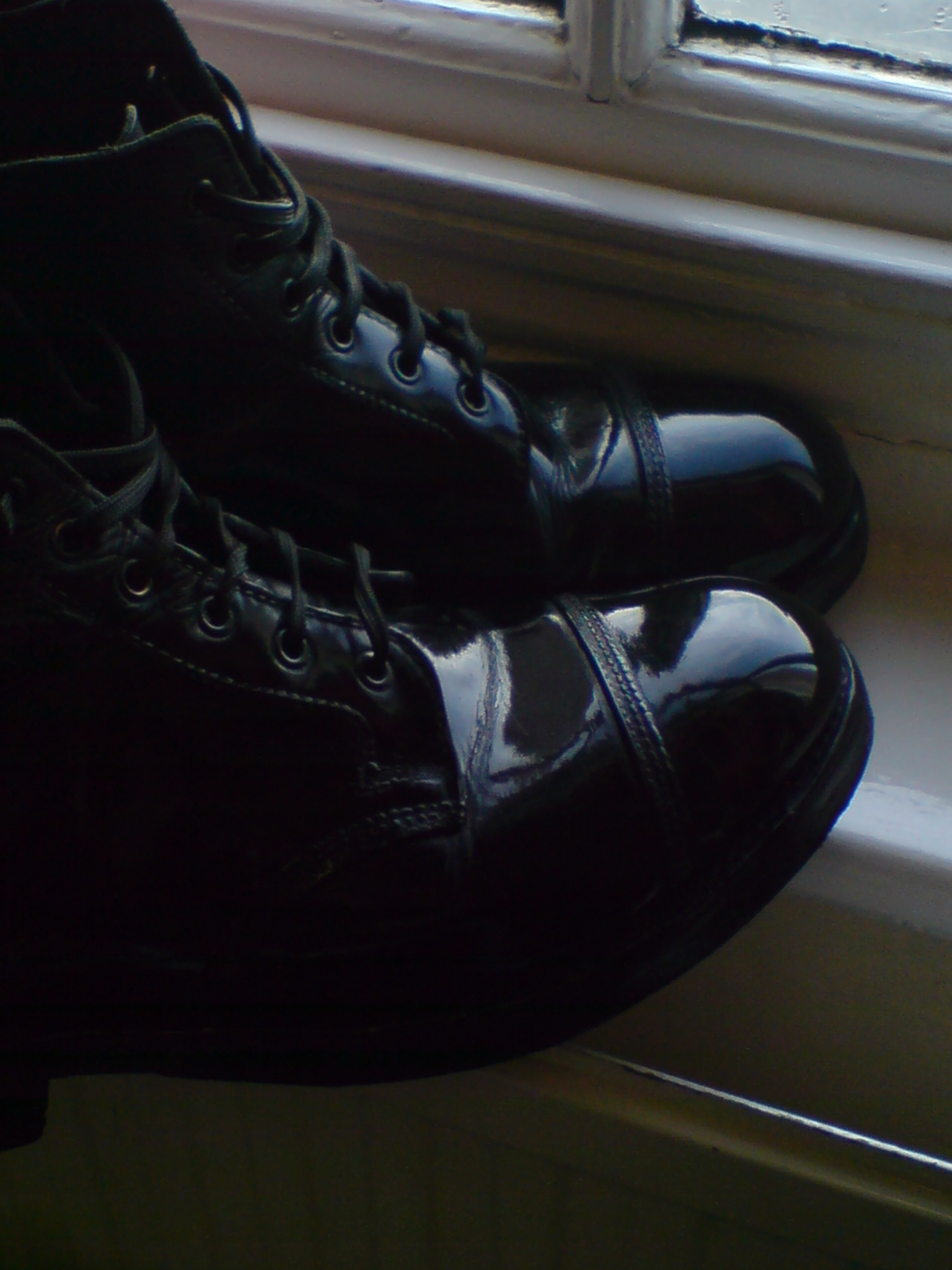
制服用編上ブーツの事例。塗られた靴墨が光沢を放つように磨きあげられている